# Vivant
Vivant ist eine belgische radikaldemokratische Partei. Sie setzt sich für soziale Sicherheit durch ein bedingungsloses Grundeinkommen, Senkung der Lohnnebenkosten und mehr direkte Demokratie durch Volksabstimmungen ein.

## Geschichte
Vivant wurde 1997 vom belgischen Multimillionär Roland Duchâtelet gegründet und hat landesweit eine geringe politische Bedeutung. Die größte Bedeutung erlangte sie im deutschsprachigen Landesteil, wo sie seit 2004 im Parlament vertreten ist. 
Seit 2009 ist Michael Balter Parteivorsitzender von Vivant-Ostbelgien.

## Wahlresultate

### Europawahlen
|         | Niederländischsprachiges Wahlkollegium | Niederländischsprachiges Wahlkollegium | Französischsprachiges Wahlkollegium | Französischsprachiges Wahlkollegium | Deutschsprachiges Wahlkollegium | Deutschsprachiges Wahlkollegium | Gesamt  | Gesamt  | Gesamt |
| Jahr    | Prozent                                | Stimmen                                | Prozent                             | Stimmen                             | Prozent                         | Stimmen                         | Prozent | Stimmen | Sitze  |
| ------- | -------------------------------------- | -------------------------------------- | ----------------------------------- | ----------------------------------- | ------------------------------- | ------------------------------- | ------- | ------- | ------ |
| 1999    | 1,08                                   | 67.107                                 | 0,89                                | 55.133                              | 0,02                            | 1.198                           | 1,99    | 123.438 | −      |
| 2004 1) | 21,91                                  | 880.279                                | −                                   | −                                   | −                               | −                               | 13,56   | 880.279 | −      |
| 2009    | −                                      | −                                      | −                                   | −                                   | 6,25                            | 2.417                           | 0,04    | 2.417   | −      |
| 2014    | −                                      | −                                      | −                                   | −                                   | 8,60                            | 3.319                           | 0,05    | 3.319   | −      |
| 2019    | −                                      | −                                      | −                                   | −                                   | 11,16                           | 4.550                           | 0,07    | 4.550   | −      |
| 2024    | −                                      | −                                      | −                                   | −                                   | 12,16                           | 5.281                           | 0,07    | 5.281   | −      |

### National- bzw. Föderalwahlen
| Abgeordnetenkammer | Abgeordnetenkammer | Abgeordnetenkammer | Abgeordnetenkammer |
| Jahr               | Prozent            | Stimmen            | Sitze              |
| ------------------ | ------------------ | ------------------ | ------------------ |
| 1999               | 0,98 %             | 60.750             | 0                  |
| 2003               | 1,11 %             | 73.427             | 0                  |
| 2007               | 0,09 %             | 5.742              | 0                  |
| 2010               | 0,10 %             | 6.211              | 0                  |

| Senat | Senat   | Senat   | Senat |
| Jahr  | Prozent | Stimmen | Sitze |
| ----- | ------- | ------- | ----- |
| 1999  | 1,99 %  | 123.438 | 0     |
| 2003  | 1,33 %  | 86.723  | 0     |
| 2010  | 0,24 %  | 15.462  | 0     |

### Regionalwahlen
Sie hat bei den Regionalwahlen in Belgien am 13. Juni 2004 ca. 2 % der Stimmen erhalten und konnte durch gemeinsame Listen mit der liberalen VLD Partei des Regierungschefs Guy Verhofstadt in die Regional- und Gemeinschaftsparlamente einziehen.
| Wallonische Region | Wallonische Region | Wallonische Region | Wallonische Region |
| Jahr               | Prozent            | Stimmen            | Sitze              |
| ------------------ | ------------------ | ------------------ | ------------------ |
| 1999               | 2,42 %             | 46.099             | 0                  |
| 2004               | 0,83 %             | 16.281             | 0                  |

| Region Brüssel-Hauptstadt                      | Region Brüssel-Hauptstadt | Region Brüssel-Hauptstadt | Region Brüssel-Hauptstadt |
| Jahr                                           | Prozent *                 | Stimmen                   | Sitze                     |
| ---------------------------------------------- | ------------------------- | ------------------------- | ------------------------- |
| 1999                                           | 1,51 %                    | 6.431                     | 1                         |
| 2004 - flämischsprachige Listen als VLD-VIVANT | 2,74 %                    | 12.443                    | 0 von 4                   |

| Flämische Region      | Flämische Region | Flämische Region | Flämische Region |
| Jahr                  | Prozent          | Stimmen          | Sitze            |
| --------------------- | ---------------- | ---------------- | ---------------- |
| 1999                  | 2,00 %           | 77.864           | 0                |
| 2004 - als VLD-VIVANT | 19,79 %          | 804.578          | 0 von 25         |

## Vivant-Ostbelgien
In der Deutschsprachigen Gemeinschaft ist die Partei durch Vivant-Ostbelgien vertreten. Erstmals zur Wahl stellte man sich hier 1999, konnte jedoch lediglich 3,3 % der Stimmen für sich verbuchen, womit der Einzug in das Parlament der Deutschsprachigen Gemeinschaft nicht gelang. Bei der Wahl 2004 konnte das Ergebnis jedoch deutlich verbessert werden (7,34 % der Stimmen), sodass Vivant-Ostbelgien in der Legislaturperiode 2004–2009 durch die Brüder Joseph und Ernst Meyer erstmals im Parlament vertreten war. In der Wahl im Juni 2009 konnte Vivant seine zwei Sitze im Parlament der DG behaupten (7,16 % der Stimmen), anstelle der bisherigen Abgeordneten Meyer, die von ihrem Amt zurücktraten, wurden am 30. Juni 2009 allerdings Michael Balter und Alain Mertes als Abgeordnete vereidigt. Die Parlamentswahlen im Mai 2014 brachten schließlich einen erneuten deutlichen Stimmenzuwachs für die Partei mit sich. Mit 10,62 % der Stimmen überholte Vivant-Ostbelgien die ostbelgischen Grünen als fünftstärkste Partei in der Deutschsprachigen Gemeinschaft. Im Kanton Sankt Vith, einem der beiden Wahlkantone der Deutschsprachigen Gemeinschaft, holte Vivant sogar 15,01 % und musste sich lediglich der CSP und ProDG geschlagen geben, während man sich vor den etablierten Regierungsparteien SP und PFF platzierte. Für einen dritten Parlamentssitz in der Legislaturperiode 2014–2019 fehlten der Partei letztlich lediglich 14 Wählerstimmen. Bei den Parlamentswahlen im Mai 2019 gewann die Partei drei Sitze bei einem Stimmenanteil von 14,81 Prozent.

### Wahlresultate

#### Europawahlen
| Jahr | Prozent | Stimmen | Sitze |
| ---- | ------- | ------- | ----- |
| 1999 | 0,02 %  | 1.198   | 0     |
| 2009 | 0,04 %  | 2.417   | 0     |
| 2014 | 0,05 %  | 3.319   | 0     |
| 2019 | 0,07 %  | 4.550   | 0     |
| 2024 | 0,07 %  | 5.281   | 0     |

#### Deutschsprachige Gemeinschaft
| Jahr | Prozent | Stimmen | Sitze |
| ---- | ------- | ------- | ----- |
| 1999 | 3,33 %  | 1.228   | 0     |
| 2004 | 7,34 %  | 2.665   | 2     |
| 2009 | 7,16 %  | 2.684   | 2     |
| 2014 | 10,62 % | 3.994   | 2     |
| 2019 | 14,81 % | 5.807   | 3     |
| 2024 | 14,23 % | 5.700   | 4     |

## Trivia
VIVANT ist ein Akronym für Voor Individuele Vrijheid en Arbeid in een Nieuwe Toekomst (Für individuelle Freiheit und Arbeit in einer neuen Zukunft). Der aus dem Französischen abgeleitete Begriff heißt übersetzt lebend.